# Selma Hadorph
Selma Carolina Teresia Grahl, tidigare Hadorph, född 17 oktober 1837 i Adolf Fredriks församling, Stockholms stad, död 30 maj 1898 i Hedvig Eleonora församling, Stockholms stad, var en svensk musiker.

## Biografi
Selma Grahl föddes 1837 i Stockholm. Hon var dotter till expeditionschefen Daniel Hadorph och Lovisa Fredrika Carolina Svedberg. Grahl blev 1856 associé av Kungliga Musikaliska akademien. Hon avled 1898 i Stockholm.

### Familj
Grahl gifte sig 17 oktober 1868 med kamreren Carl Georg Teodor Grahl (1825–1901) vid kronoarbetsstationen på Tjurkö.